# Muzej vojnih ostankov
Muzej vojnih ostankov (vietnamsko Bảo tàng chứng tích chiến tranh) je vojni muzej na naslovu 28 Vo Van Tan, v okrožju 3 v vietnamski prestolnici Hošiminh (Sajgon). Vsebuje eksponate, ki se nanašajo na prvo indokitajsko vojno in vietnamsko vojno.

## Zgodovina
Prejšnja različica tega muzeja, ki ga upravlja vlada mesta Hošiminh, je bila odprta 4. septembra 1975 kot Razstavna hiša ameriških in marionetnih zločinov  (vietnamsko Nhà trưng bày tội ác Mỹ-ngụy). Bil je v stavbi nekdanje informacijske agencije ZDA. Razstava ni bila prva te vrste za severnovietnamsko stran, temveč je sledila tradiciji tovrstnih razstav, ki razkrivajo vojne zločine, najprej francoske in nato še ameriške, ki so v državi delovale že leta 1954.
Prej je bil znan kot »Muzej kitajskih in ameriških vojnih zločinov«, leta 1990 pa so ime spremenili v Razstavna hiša za vojne zločine in agresijo (Nhà trưng bày tội ác chiến tranh xâm lược), pri čemer so iz imena opustili izraza »ZDA« in »marionetni zločini«. Leta 1995, po normalizaciji diplomatskih odnosov z Združenimi državami in koncu ameriškega embarga leto prej, so bila sklicevanja na »vojne zločine« in »agresijo« opuščena tudi iz naslova muzeja; postal je Muzej vojnih ostankov.

## Razstave
Muzej obsega vrsto tematskih sob v več stavbah s staro vojaško opremo, ki je postavljena znotraj obzidanega dvorišča. Vojaška oprema vključuje helikopter UH-1 Huey, lovec F-5A, bombo BLU-82 Daisy Cutter, tank M48 Patton, jurišni bombnik A-1 Skyraider in jurišni bombnik A-37 Dragonfly. V kotu dvorišča je shranjenih več kosov neeksplodiranih ubojnih sredstev z odstranjenimi naboji in/ali vžigalniki.
Ena stavba ponazarja »tigrove kletke«, v katerih je južnovietnamska vlada zadrževala politične zapornike. Drugi eksponati vključujejo grafične fotografije, ki jih spremlja kratko besedilo v angleščini, vietnamščini in japonščini, ki pokrivajo učinke Agenta Orange in drugih kemičnih defoliantnih razpršil, uporabo napalma in fosforjevih bomb ter vojne grozote, kot je pokol v My Laiju. Fotografska razstava vključuje delo fotoreporterja iz vietnamske vojne Bunjo Išikava, ki ga je podaril muzeju leta 1998. Zanimivosti vključujejo giljotino, ki so jo Francozi in Južni Vietnamci uporabljali za usmrtitev ujetnikov, zadnjič leta 1960 in tri ohranjene kozarce s človeškimi fetusi, deformirani zaradi izpostavljenosti dioksinom in podobnim spojinam, ki jih vsebuje defoliant Agent Orange.
V muzeju lahko obiskovalci najdejo stalne in občasne razstave, ki se osredotočajo na dogodke od začetka prve indokitajske vojne leta 1946 do konca vietnamske vojne leta 1975.
Pretekle kratkotrajne razstave vključujejo Agent Orange v Vietnamu in Vietnam Rose After the War, v stranski sobi v prvem nadstropju, ki pogosto prikazuje vrtljive fotografske zaslone. Od jeseni 2014 do pomladi 2015 je bila razstavljena zbirka fotografij Agent Orange: Messages from the Heart, ki je prikazovala uspešne preživele vojne, nakazala odmik od abrazivnega tona muzeja k bolj spravnemu, v skladu s svojo potjo od sredine 1990-ih. 

## Sprejem
Muzej ostankov vojne je trenutno eden najbolj priljubljenih muzejev v Vietnamu, ki vsako leto pritegne približno pol milijona obiskovalcev. Po lastnih ocenah muzeja je približno dve tretjini teh tujcev.
Ameriška antropologinja Christina Schwenkel je zapisala, da poskuša muzej posredovati zgodovinske resnice s »samopredstavitvijo«, predstavitvijo podob in drugih značilnosti, ne da bi jih kontekstualiziral, kot to počnejo drugi muzeji. Muzejski kustosi so opisani kot seznanjeni z dejstvom, da znanje o vietnamski vojni in interesih Vietnamcev v drugih državah običajno ni znano.
Analiza knjig vtisov (v katere turisti ob izhodu lahko pustijo svoje komentarje) je pokazala, da so bili obiskovalci muzeja pred letom 2005 večinoma Evropejci in Severnoameričani, vendar je njegovo občinstvo postalo veliko bolj raznoliko, potem ko je Vietnam tisto leto opustil vizumsko obveznost za države ASEAN. Tudi knjige vtisov beležijo mešane odzive na muzej. Eni so preprosto hvalili Vietnam, medtem ko so nekateri Američani ostro kritizirali muzej zaradi njegove »propagande« in »poveličevanja [njihove] zmage«. Zaradi širitve so se zanimanja razširila tudi iz drugih držav, vključno z obiski turistov iz Brazilije, Turčije, Južne Afrike in drugih, ki si želijo ogledati muzej.
Galerija ==
- Zbirka artilerije in oklepnikov
- Zbirka letal
- Razstavljeno deaktivirano ubojno sredstvo.
- Zajeti M41 Walker Bulldog.
- Relikvije vietnamske vojne.
- Giljotina, ki jo uporabljajo Francozi.
- Replika domnevnih pogojev pridržanja v nekaterih južnovietnamskih zaporih
- Razstavljena slika posledic pokola v My Laiju
- Prikaz protivojnih umetnin.